# Alpina spitzi
Alpina spitzi là một loài bướm đêm trong họ Geometridae.